# Nowe Ludzicko
Nowe Ludzicko [pronunciación en polaco: /ˈnɔvɛ luˈd͡ʑit͡skɔ/] (en alemán: Neu Lutzig) es un pueblo ubicado en el distrito administrativo de Gmina Połczyn-Zdrój, dentro del Condado de Świdwin, Voivodato de Pomerania Occidental, en el norte de Polonia occidental. Se encuentra aproximadamente a 5 kilómetros al noroeste de Połczyn-Zdrój, a 19 kilómetros al este de Świdwin, y a 106 kilómetros al noreste de la capital regional Szczecin.
Antes de que 1945 el área era parte  de Alemania. 
El pueblo tiene una población de 280.